# Луций Корнифиций
Луций Корнифиций (лат. Lucius Cornificius; I век до н. э.) — римский военачальник и политический деятель из окружения Октавиана Августа, консул 35 года до н. э. Участвовал в войне с Секстом Помпеем, был наместником провинции Африка, причём по возвращении в Рим отпраздновал триумф.

## Биография
Луций Корнифиций принадлежал к всадническому роду. Альтернативное написание его номена — Cornuficius. Отец Луция носил то же имя; предположительно именно он упоминается в источниках как один из обвинителей Тита Анния Милона в 52 году до н. э.
Луций Корнифиций начал свою карьеру в ближайшем окружении Гая Юлия Цезаря Октавиана. Первое упоминание о нём в источниках может относиться ещё к осени 44 года до н. э., когда произошёл конфликт между Октавианом и Марком Антонием. У юного Цезаря возникла идея попросить поддержки у ветеранов VII и VIII легионов, расселённых в Кампании, и он посоветовался со своими друзьями, которые его поддержали. В числе последних Николай Дамасский называет Марка Випсания Агриппу, Квинта Сальвидиена Руфа и некоего Луция. Под последним мог иметься в виду Луций Корнифиций.
В следующем году (43 до н. э.) Октавиан, заняв Рим и добившись принятия закона Педия, по которому убийцы его приёмного отца лишались воды и огня, инспирировал ряд судебных процессов. В частности, Корнифицию, который был тогда, по одной из версий, народным трибуном, он поручил выдвинуть обвинение в бессудном убийстве высшего магистрата против Марка Юния Брута (Агриппа вёл дело Гая Кассия Лонгина). Такой выбор предполагает, что Луций к тому времени смог зарекомендовать себя как способный оратор.
Суд проходил под наблюдением Октавиана. Согласно Плутарху, судьи проголосовали за обвинительный приговор, «подчиняясь угрозам и принуждению». Только один судья выступил за оправдание и поэтому вскоре был проскрибирован. Успешный исход процесса означал для Луция Корнифиция выход на политическую сцену, приобретение популярности у цезарианцев и богатства, поскольку имущество Брута должно было достаться обвинителю. В результате Корнифиций стал одним из всего двух представителей ближайшего окружения Октавиана, которые прошли карьеру до консулата включительно.
В 38 году до н. э. Луций Корнифиций упоминается в качестве флотоводца. Он привёл только что снаряженную военную эскадру из Равенны в Тарент, где передал её Октавиану, начинавшему войну против Секста Помпея. Затем объединённый флот двинулся к побережью Сицилии. В Мессанском проливе он подвергся неожиданному нападению врага и понёс большие потери; Корнифиций по собственной инициативе контратаковал и даже смог захватить флагман противника, после чего помпеянцы отступили.
Война с Помпеем затянулась. В 36 году до н. э. Октавиан, готовясь в новому морскому сражению у Тавромения на восточном побережье Сицилии, назначил Луция командиром трёх легионов, оставшихся на суше. Цезарианский флот потерпел полное поражение, так что Корнифиций оказался отрезанным от своих и без какого-либо снабжения. Сначала он попытался вызвать противника на бой, но тот явно планировал одержать победу с помощью блокады. Тогда Корнифиций в сложнейших условиях предпринял марш на северо-запад и смог у Мил соединиться с Агриппой. За спасение армии Луций был удостоен уникальной почести: он получил право ездить по улицам Рима верхом на слоне. Кроме того, он был назначен консулом на следующий год (35 до н. э.). Его коллегой был Секст Помпей; позже вместо этой пары были назначены консулы-суффекты — Публий Корнелий Долабелла и Тит Педуцей.
В последующие годы Луций Корнифиций был проконсулом провинции Африка. Известно, что в декабре 32 года до н. э. он отпраздновал триумф. Кроме того, он перестроил храм Дианы на Авентине.